# Zimatlán de Álvarez (kommun)
Zimatlán de Álvarez är en kommun i Mexiko.   Den ligger i delstaten Oaxaca, i den sydöstra delen av landet, 400 km sydost om huvudstaden Mexico City.
Följande samhällen finns i Zimatlán de Álvarez:
- Zimatlán de Álvarez
- La Raya
- Colonia el Pajarito
- La Capillita de Juquilita
- Barrio San José
- El Rosario
- La Chicagua